# 지하실

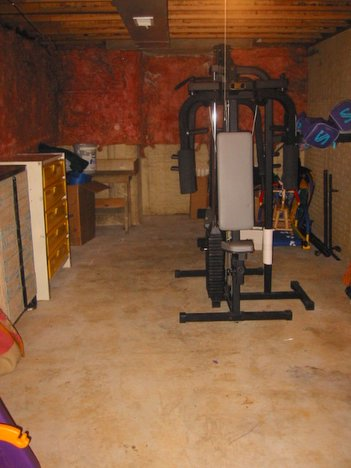
지하실

지하실(地下室)은 집 등에서 아래에 땅을 파서 만든 방이다. 어떤 나라에서는 식량을 여기에다가 보관하기도 한다.
지하실은 1층보다 완전히 또는 부분적으로 아래에 있는 건물의 한 개 이상의 층이다. 일반적으로 보일러, 온수기, 차단기 패널 또는 퓨즈 박스, 주차장 및 에어컨 시스템과 같은 품목이 위치한 건물의 유틸리티 공간으로 사용된다. 전기 시스템 및 케이블 TV 분배 지점과 같은 편의 시설도 마찬가지이다. 런던과 같이 부동산 가격이 높은 도시에서는 지하실이 높은 수준으로 설비되어 생활 공간으로 사용되는 경우가 많다.
영국 영어에서 basement라는 단어는 일반적으로 백화점과 같은 지하층에 사용된다. 이 단어는 일반적으로 1층 아래 공간에 창문이 있고 (보통) 자체 출입구가 있는 주택에 사용된다. cellar라는 단어는 지하 전체 층이나 대형 지하 공간에 적용된다. subcellar 또는 subbasement은 더 아래에 있는 지하실이다.